# Paolo Banchero
Paolo Napoleon James Banchero (ur. 12 listopada 2002 w Seattle) – amerykańsko–włoski koszykarz, występujący na pozycji silnego skrzydłowego, obecnie zawodnik Orlando Magic.
W 2020 został wybrany najlepszym koszykarzem szkół średnich stanu Waszyngton (Washington Gatorade Player of the Year). W 2021 wystąpił w meczach wschodzących gwiazd – McDonald’s All-American, Jordan Brand Classic i Nike Hoop Summit.

## Osiągnięcia
Stan na 1 czerwca 2024, na podstawie, o ile nie zaznaczono inaczej.

### NCAA
- Debiutant roku ACC (2022)[6]
- Most Outstanding Player (MOP=MVP) turnieju regionu zachodniego NCAA (2022)
- Zaliczony do:
  - I składu:
    - ACC (2022)
    - turnieju:
      - ACC (2022)
      - regionu zachodniego NCAA (2022)

    - debiutantów ACC (2022)

  - II składu All-American (2022)
  - III składu All-America (2022 przez Associated Press, Sporting News)
- Najlepszy pierwszoroczny zawodnik tygodnia ACC (15.11.2021, 29.11.2021, 27.12.2021, 17.01.2022, 24.01.2022, 31.01.2022)

### NBA
- Debiutant roku NBA (2023)[7]
- Zaliczony do I składu debiutantów NBA (2023)[8]
- Zwycięzca turnieju drużynowego Jordan Rising Stars (2023)[9]
- Uczestnik:
  - meczu gwiazd NBA (2024)[10]
  - drużynowego:
    - konkursu Skills Challenge (2023, 2024)[11][12]
    - turnieju Panini Rising Stars (2024 – Team Tamika)[13]

### Reprezentacja
- Uczestnik mistrzostw świata (2023 – 4. miejsce)[14]